# Nikkō Reiheishi Kaidō
Le Nikkō Reiheishi Kaidō (日光例幣使街道) est une route secondaire construite durant la période Edo. Elle relie le Nakasendō au Nikkō Kaidō,.

## Stations du Nikkō Reiheishi Kaidō
Liste des 21 stations du Nikkō Reiheishi Kaidō avec le nom des municipalités modernes.

### Préfecture de Gunma

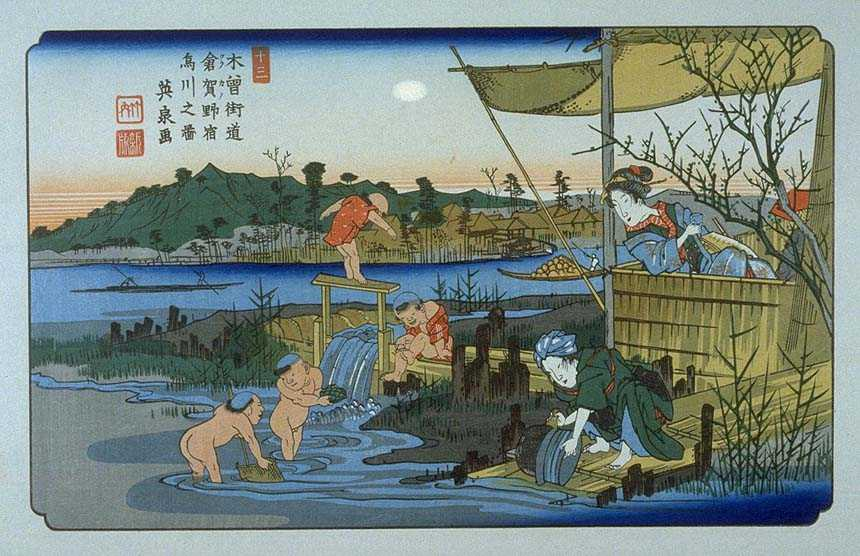
Kuragano-shuku, estampe de Keisai Eisen, de la série des Soixante-neuf Stations du Kiso Kaidō.

1. Kuragano-shuku (Takasaki) (en commun avec le Nakasendō)
2. Tamamura-shuku (玉村宿) (Tamamura)
3. Goryō-shuku (五料宿) (Tamamura)
4. Shiba-shuku (柴宿) (Isesaki)
5. Sakai-shuku (境宿) (Isesaki)
6. Kizaki-shuku (木崎宿) (Ōta)
7. Ōta-shuku (太田宿) (Ōta)

### Préfecture de Tochigi
8. Yagi-shuku (八木宿) (Ashikaga)
9. Yanada-shuku (梁田宿) (Ashikaga)
10. Tenmyō-shuku (天明宿) (Sano)
11. Inubushi-shuku (犬伏宿) (Sano)
12. Tomida-shuku (富田宿) (Tochigi)
13. Tochigi-shuku (栃木宿) (Tochigi)
14. Kassenba-shuku (合戦場宿) (Tochigi)
15. Kanasaki-shuku (金崎宿) (Tochigi)
16. Niregi-shuku (楡木宿) (Kanuma)
17. Nasahara-shuku (奈佐原宿) (Kanuma)
18. Kanuma-shuku (鹿沼宿) (Kanuma)
19. Fubasami-shuku (文挟宿) (Nikkō)
20. Sakahashi-shuku (板橋宿) (Nikkō)
21. Imaichi-shuku (今市宿) (Nikkō) (en commun avec le Nikkō Kaidō)